# Colysis tridactyla
Colysis tridactyla là một loài dương xỉ trong họ Polypodiaceae. Loài này được Wall. ex Hook. & Grev. J. Sm. mô tả khoa học đầu tiên năm 1875.